# Wilhelm van Pruisen (1882-1951)

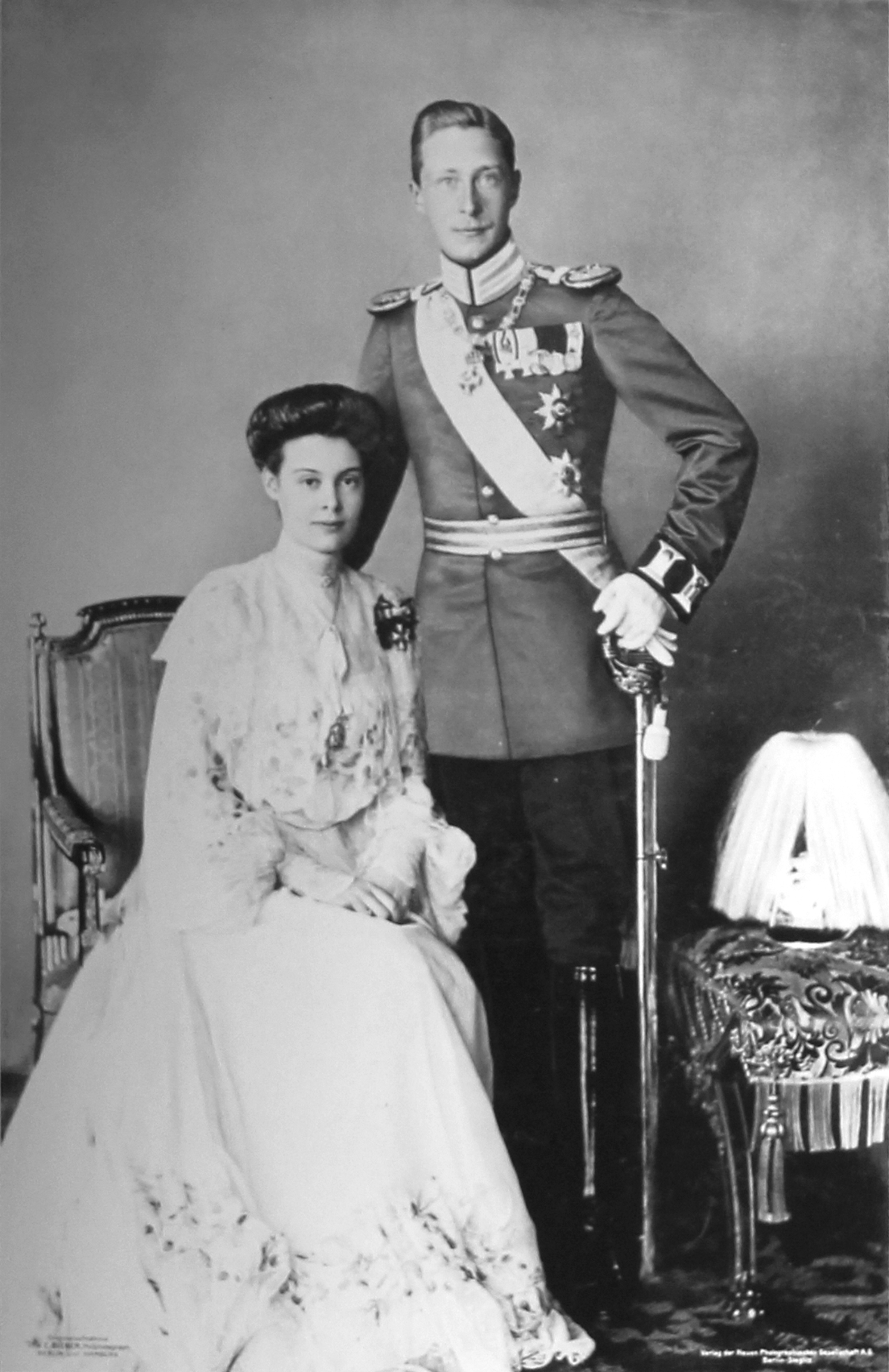
Kroonprins Wilhelm met zijn verloofde, en latere echtgenote, Cecilie in 1904

Frederik Wilhelm Victor August Ernst van Pruisen (Potsdam, 6 mei 1882 - Hechingen, 20 juli 1951) was als oudste zoon van keizer Wilhelm II en keizerin Augusta Victoria de laatste kroonprins van Pruisen en het Duitse Keizerrijk.

## Biografie

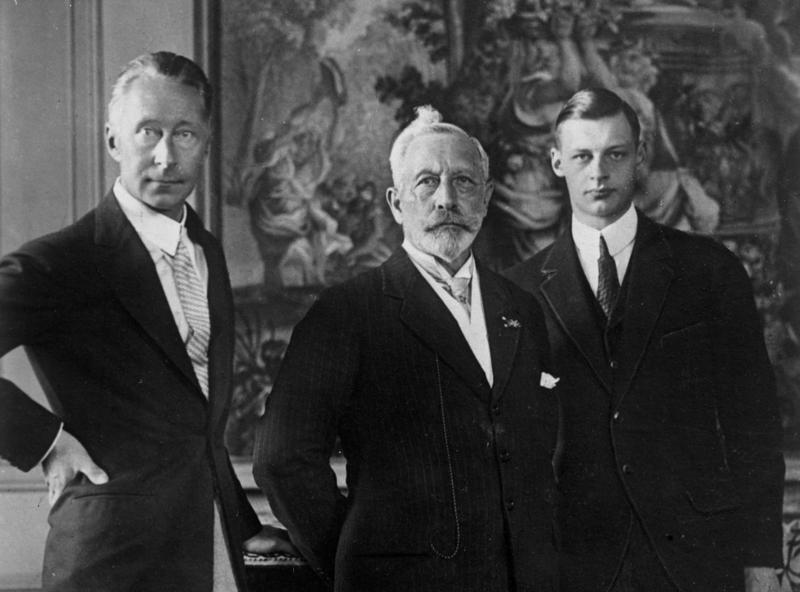
Wilhelm in 1927 met zijn vader, ex-keizer Wilhelm II, en zijn oudste zoon

Hij werd op strenge en Spartaanse wijze opgevoed en stond afstandelijk tegenover zijn vader, die hem onpersoonlijk bejegende en geen enkele tegenspraak duldde. In de jaren 1901-1906 had hij een affaire met de operazangeres Geraldine Farrar. Deze relatie kwam echter ten einde nadat hij op 6 juni 1905 hertogin Cecilie van Mecklenburg-Schwerin, een dochter van groothertog Frederik Frans III van Mecklenburg-Schwerin, had gehuwd. Naar haar is het slot Cecilienhof in Potsdam vernoemd.
Wilhelm gaf in tegenstelling tot zijn vader hoog op van zijn oudoom de Britse koning Edward VII. Deze trachtte daarom - teneinde de keizer te irriteren - het de beïnvloedbare kroonprins tijdens diens bezoeken aan Groot-Brittannië altijd zo veel mogelijk naar de zin te maken. Hij werd in 1907 tot legerofficier benoemd en was tot 1914 een fel nationalist. Tot ergernis van zijn vader begon hij zich ook met de politiek te bemoeien. Daarnaast besteedde hij zijn tijd vooral aan de jacht en aan diverse affaires met vrouwen.

### Eerste Wereldoorlog
In de Eerste Wereldoorlog voerde prins Wilhelm formeel het bevel over het 5de leger (A.O.K. 5) aan het Westfront in Noord-Frankrijk en België. Dit leger speelde een grote rol in de mislukte aanvallen op Verdun. Hiertoe expliciet geïnstrueerd door zijn vader, voerde hij echter niet zelf het bevel over het leger, maar vertrouwde de bevelvoering, het plannen van de strategie, en de uitvoering daarvan toe aan zijn chef-staf. Wilhelm hield zich liever bezig met zijn amoureuze avontuurtjes en terwijl iedere dag honderden soldaten sneuvelden in de loopgraven verschalkte de kroonprins ondertussen de ene Française na de andere. Onder zijn officieren had hij onder andere hierdoor een uiterst slechte reputatie. Door dit ongepaste gedrag werd steeds duidelijker dat hij door volk en regering nooit als opvolger van zijn vader - wiens troon reeds wankelde - zou worden aanvaard.

### Ballingschap
Nadat de Duitse monarchie door de Novemberrevolutie ten val was gekomen, vluchtte hij op 13 november 1918, evenals de nu ex-keizer, naar Nederland. Voormalig keizer Wilhelm II ging, naar later bleek voorgoed, in ballingschap en logeerde eerst in kasteel Amerongen en woonde vanaf 1920 in het door hem aangekochte Huis Doorn op de Utrechtse Heuvelrug. Kroonprins Wilhelm werd door koningin Wilhelmina een predikantswoning op Wieringen ter beschikking gesteld. Op 1 december deed hij evenals zijn vader afstand van zijn rechten op de Duitse troon. Hij werkte op Wieringen in een smidse in Hippolytushoef, maar leidde, hoewel hij op goede voet stond met de plaatselijke bevolking, een eenzaam leven.

### Nazi's

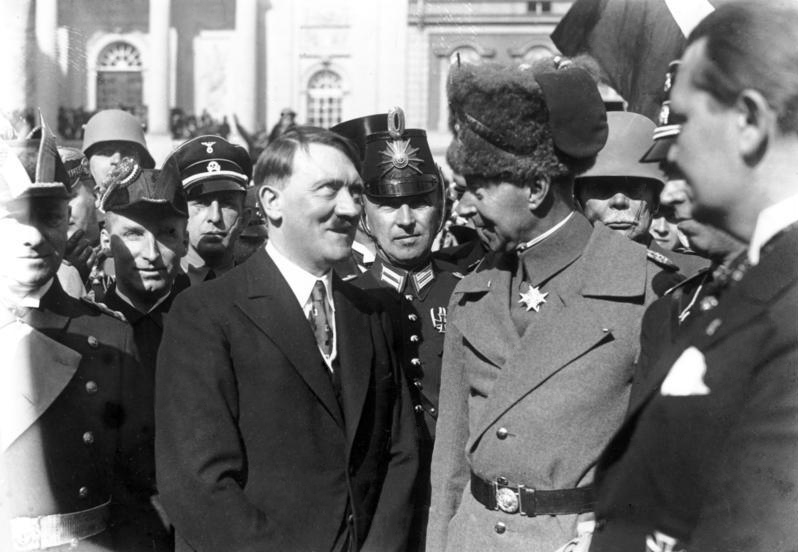
Wilhelm in gesprek met Adolf Hitler op de Dag van Potsdam in 1933

Hij keerde na de opheffing van zijn ballingschap in 1923 terug naar Duitsland. In de jaren 30 kwam hij in contact met de nazi-partij. Hij leerde Joseph Goebbels, Ernst Röhm en Adolf Hitler kennen; Hermann Göring kende hij nog uit de Eerste Wereldoorlog.
Daar Hitler hem en de ex-keizer bezwoer van zins te zijn de monarchie te herstellen als hij aan de macht zou komen, schaarde de kroonprins zich openlijk achter de nazi's. De Führer kwam terug op zijn belofte na zijn verkiezingsoverwinning in 1933. En in 1935, toen naast alle politieke partijen (behalve de nazi-partij) ook alle monarchistische verenigingen werden verboden, werd duidelijk dat er van een nieuw keizerrijk geen sprake zou zijn. Hierop keerde de teleurgestelde Wilhelm zich af van de nazi's en weigerde toe te treden tot de NSDAP.
Het huwelijk van Wilhelm en Cecilie had na de Eerste Wereldoorlog praktisch opgehouden te bestaan. Zij leefden apart en de prins had tal van affaires. In 1945, toen het Russische rode leger Berlijn bereikte, moest de Hohenzollernfamilie uit Berlijn vluchten. Zij konden vrijwel niets meenemen en verloren ook hun uitgebreide landgoederen in de Duitse gebieden die door Polen werden geannexeerd en in de Russische bezettingszone in Oost-Duitsland.

### Na de oorlog
De Nederlandse regering verklaarde na de Tweede Wereldoorlog Wilhelm van zijn in 1941 overleden vader geërfde goederen in Nederland verbeurd zodat Huis Doorn aan de Nederlandse staat kwam (wat betwist wordt door de familie Hohenzollern). Wilhelm woonde eerst een tijdje op de voorvaderlijke burg Hohenzollern nabij Hechingen in Zuid-Duitsland waarna hij een eenvoudig huis in de buurt betrok. Daar stierf hij op 20 juli 1951 aan een hartaanval. Hij is samen met zijn echtgenote Cecilie, die overleed in 1954, begraven op het kleine familiekerkhof op de burg Hohenzollern.

## Kinderen
Wilhelm van Pruisen kreeg zes kinderen:
- Wilhelm (1906-1940)
- Louis Ferdinand (1907-1994)
- Hubertus (1909-1950)
- Frederik (1911-1966)
- Alexandrine (1915-1980)
- Cecilia (1917-1975)

## Kwartierstaat
| Wilhelm I van Duitsland (1797-1888) | Wilhelm I van Duitsland (1797-1888) | Wilhelm I van Duitsland (1797-1888) | Wilhelm I van Duitsland (1797-1888) | Wilhelm I van Duitsland (1797-1888)  | Wilhelm I van Duitsland (1797-1888)  | Augusta van Saksen-Weimar-Eisenach (1811-1890) | Augusta van Saksen-Weimar-Eisenach (1811-1890) | Augusta van Saksen-Weimar-Eisenach (1811-1890) | Augusta van Saksen-Weimar-Eisenach (1811-1890) | Augusta van Saksen-Weimar-Eisenach (1811-1890) | Augusta van Saksen-Weimar-Eisenach (1811-1890) |                                        |                                        | Albert van Saksen-Coburg en Gotha (1819-1861) | Albert van Saksen-Coburg en Gotha (1819-1861) | Albert van Saksen-Coburg en Gotha (1819-1861)   | Albert van Saksen-Coburg en Gotha (1819-1861)   | Albert van Saksen-Coburg en Gotha (1819-1861)   | Albert van Saksen-Coburg en Gotha (1819-1861)   | Victoria van het Verenigd Koninkrijk (1819-1901) | Victoria van het Verenigd Koninkrijk (1819-1901) | Victoria van het Verenigd Koninkrijk (1819-1901) | Victoria van het Verenigd Koninkrijk (1819-1901) | Victoria van het Verenigd Koninkrijk (1819-1901) | Victoria van het Verenigd Koninkrijk (1819-1901) |                                        |                                        | Christiaan van Sleeswijk-Holstein-Sonderburg-Augustenburg (1798-1869) | Christiaan van Sleeswijk-Holstein-Sonderburg-Augustenburg (1798-1869) | Christiaan van Sleeswijk-Holstein-Sonderburg-Augustenburg (1798-1869) | Christiaan van Sleeswijk-Holstein-Sonderburg-Augustenburg (1798-1869) | Christiaan van Sleeswijk-Holstein-Sonderburg-Augustenburg (1798-1869) | Christiaan van Sleeswijk-Holstein-Sonderburg-Augustenburg (1798-1869) | Lovisa-Sophie Daneskjold-Samsöe (1796–1867)                         | Lovisa-Sophie Daneskjold-Samsöe (1796–1867)                         | Lovisa-Sophie Daneskjold-Samsöe (1796–1867)                         | Lovisa-Sophie Daneskjold-Samsöe (1796–1867)                         | Lovisa-Sophie Daneskjold-Samsöe (1796–1867)                                 | Lovisa-Sophie Daneskjold-Samsöe (1796–1867)                                 |                                                                             |                                                                             | Ernst Christiaan van Hohenlohe-Langenburg (1794-1860)                       | Ernst Christiaan van Hohenlohe-Langenburg (1794-1860)                       | Ernst Christiaan van Hohenlohe-Langenburg (1794-1860) | Ernst Christiaan van Hohenlohe-Langenburg (1794-1860) | Ernst Christiaan van Hohenlohe-Langenburg (1794-1860) | Ernst Christiaan van Hohenlohe-Langenburg (1794-1860) | Feodora van Leiningen (1807-1872)             | Feodora van Leiningen (1807-1872)             | Feodora van Leiningen (1807-1872)       | Feodora van Leiningen (1807-1872)       | Feodora van Leiningen (1807-1872)       | Feodora van Leiningen (1807-1872)       |  |  |  |  |  |  |  |  |  |  |  |  |  |  |  |  |  |  |  |  |  |  |  |  |  |  |  |  |  |  |  |  |  |  |  |  |  |  |  |  |  |  |  |  |  |  |  |  |
| Wilhelm I van Duitsland (1797-1888) | Wilhelm I van Duitsland (1797-1888) | Wilhelm I van Duitsland (1797-1888) | Wilhelm I van Duitsland (1797-1888) | Wilhelm I van Duitsland (1797-1888)  | Wilhelm I van Duitsland (1797-1888)  | Augusta van Saksen-Weimar-Eisenach (1811-1890) | Augusta van Saksen-Weimar-Eisenach (1811-1890) | Augusta van Saksen-Weimar-Eisenach (1811-1890) | Augusta van Saksen-Weimar-Eisenach (1811-1890) | Augusta van Saksen-Weimar-Eisenach (1811-1890) | Augusta van Saksen-Weimar-Eisenach (1811-1890) |                                        |                                        | Albert van Saksen-Coburg en Gotha (1819-1861) | Albert van Saksen-Coburg en Gotha (1819-1861) | Albert van Saksen-Coburg en Gotha (1819-1861)   | Albert van Saksen-Coburg en Gotha (1819-1861)   | Albert van Saksen-Coburg en Gotha (1819-1861)   | Albert van Saksen-Coburg en Gotha (1819-1861)   | Victoria van het Verenigd Koninkrijk (1819-1901) | Victoria van het Verenigd Koninkrijk (1819-1901) | Victoria van het Verenigd Koninkrijk (1819-1901) | Victoria van het Verenigd Koninkrijk (1819-1901) | Victoria van het Verenigd Koninkrijk (1819-1901) | Victoria van het Verenigd Koninkrijk (1819-1901) |                                        |                                        | Christiaan van Sleeswijk-Holstein-Sonderburg-Augustenburg (1798-1869) | Christiaan van Sleeswijk-Holstein-Sonderburg-Augustenburg (1798-1869) | Christiaan van Sleeswijk-Holstein-Sonderburg-Augustenburg (1798-1869) | Christiaan van Sleeswijk-Holstein-Sonderburg-Augustenburg (1798-1869) | Christiaan van Sleeswijk-Holstein-Sonderburg-Augustenburg (1798-1869) | Christiaan van Sleeswijk-Holstein-Sonderburg-Augustenburg (1798-1869) | Lovisa-Sophie Daneskjold-Samsöe (1796–1867)                         | Lovisa-Sophie Daneskjold-Samsöe (1796–1867)                         | Lovisa-Sophie Daneskjold-Samsöe (1796–1867)                         | Lovisa-Sophie Daneskjold-Samsöe (1796–1867)                         | Lovisa-Sophie Daneskjold-Samsöe (1796–1867)                                 | Lovisa-Sophie Daneskjold-Samsöe (1796–1867)                                 |                                                                             |                                                                             | Ernst Christiaan van Hohenlohe-Langenburg (1794-1860)                       | Ernst Christiaan van Hohenlohe-Langenburg (1794-1860)                       | Ernst Christiaan van Hohenlohe-Langenburg (1794-1860) | Ernst Christiaan van Hohenlohe-Langenburg (1794-1860) | Ernst Christiaan van Hohenlohe-Langenburg (1794-1860) | Ernst Christiaan van Hohenlohe-Langenburg (1794-1860) | Feodora van Leiningen (1807-1872)             | Feodora van Leiningen (1807-1872)             | Feodora van Leiningen (1807-1872)       | Feodora van Leiningen (1807-1872)       | Feodora van Leiningen (1807-1872)       | Feodora van Leiningen (1807-1872)       |  |  |  |  |  |  |  |  |  |  |  |  |  |  |  |  |  |  |  |  |  |  |  |  |  |  |  |  |  |  |  |  |  |  |  |  |  |  |  |  |  |  |  |  |  |  |  |  |
|                                     |                                     |                                     |                                     |                                      |                                      |                                                |                                                |                                                |                                                |                                                |                                                |                                        |                                        |                                               |                                               |                                                 |                                                 |                                                 |                                                 |                                                  |                                                  |                                                  |                                                  |                                                  |                                                  |                                        |                                        |                                                                       |                                                                       |                                                                       |                                                                       |                                                                       |                                                                       |                                                                     |                                                                     |                                                                     |                                                                     |                                                                             |                                                                             |                                                                             |                                                                             |                                                                             |                                                                             |                                                       |                                                       |                                                       |                                                       |                                               |                                               |                                         |                                         |                                         |                                         |  |  |  |  |  |  |  |  |  |  |  |  |  |  |  |  |  |  |  |  |  |  |  |  |  |  |  |  |  |  |  |  |  |  |  |  |  |  |  |  |  |  |  |  |  |  |  |  |
|                                     |                                     |                                     |                                     | Frederik III van Pruisen (1831-1888) | Frederik III van Pruisen (1831-1888) | Frederik III van Pruisen (1831-1888)           | Frederik III van Pruisen (1831-1888)           | Frederik III van Pruisen (1831-1888)           | Frederik III van Pruisen (1831-1888)           |                                                |                                                |                                        |                                        |                                               |                                               | Victoria van Saksen-Coburg en Gotha (1840-1901) | Victoria van Saksen-Coburg en Gotha (1840-1901) | Victoria van Saksen-Coburg en Gotha (1840-1901) | Victoria van Saksen-Coburg en Gotha (1840-1901) | Victoria van Saksen-Coburg en Gotha (1840-1901)  | Victoria van Saksen-Coburg en Gotha (1840-1901)  |                                                  |                                                  |                                                  |                                                  |                                        |                                        |                                                                       |                                                                       |                                                                       |                                                                       | Frederik van Sleeswijk-Holstein-Sonderburg-Augustenburg (1828-1880)   | Frederik van Sleeswijk-Holstein-Sonderburg-Augustenburg (1828-1880)   | Frederik van Sleeswijk-Holstein-Sonderburg-Augustenburg (1828-1880) | Frederik van Sleeswijk-Holstein-Sonderburg-Augustenburg (1828-1880) | Frederik van Sleeswijk-Holstein-Sonderburg-Augustenburg (1828-1880) | Frederik van Sleeswijk-Holstein-Sonderburg-Augustenburg (1828-1880) |                                                                             |                                                                             |                                                                             |                                                                             |                                                                             |                                                                             | Adelheid van Hohenlohe-Langenburg (1835-1900)         | Adelheid van Hohenlohe-Langenburg (1835-1900)         | Adelheid van Hohenlohe-Langenburg (1835-1900)         | Adelheid van Hohenlohe-Langenburg (1835-1900)         | Adelheid van Hohenlohe-Langenburg (1835-1900) | Adelheid van Hohenlohe-Langenburg (1835-1900) |                                         |                                         |                                         |                                         |  |  |  |  |  |  |  |  |  |  |  |  |  |  |  |  |  |  |  |  |  |  |  |  |  |  |  |  |  |  |  |  |  |  |  |  |  |  |  |  |  |  |  |  |  |  |  |  |
|                                     |                                     |                                     |                                     | Frederik III van Pruisen (1831-1888) | Frederik III van Pruisen (1831-1888) | Frederik III van Pruisen (1831-1888)           | Frederik III van Pruisen (1831-1888)           | Frederik III van Pruisen (1831-1888)           | Frederik III van Pruisen (1831-1888)           |                                                |                                                |                                        |                                        |                                               |                                               | Victoria van Saksen-Coburg en Gotha (1840-1901) | Victoria van Saksen-Coburg en Gotha (1840-1901) | Victoria van Saksen-Coburg en Gotha (1840-1901) | Victoria van Saksen-Coburg en Gotha (1840-1901) | Victoria van Saksen-Coburg en Gotha (1840-1901)  | Victoria van Saksen-Coburg en Gotha (1840-1901)  |                                                  |                                                  |                                                  |                                                  |                                        |                                        |                                                                       |                                                                       |                                                                       |                                                                       | Frederik van Sleeswijk-Holstein-Sonderburg-Augustenburg (1828-1880)   | Frederik van Sleeswijk-Holstein-Sonderburg-Augustenburg (1828-1880)   | Frederik van Sleeswijk-Holstein-Sonderburg-Augustenburg (1828-1880) | Frederik van Sleeswijk-Holstein-Sonderburg-Augustenburg (1828-1880) | Frederik van Sleeswijk-Holstein-Sonderburg-Augustenburg (1828-1880) | Frederik van Sleeswijk-Holstein-Sonderburg-Augustenburg (1828-1880) |                                                                             |                                                                             |                                                                             |                                                                             |                                                                             |                                                                             | Adelheid van Hohenlohe-Langenburg (1835-1900)         | Adelheid van Hohenlohe-Langenburg (1835-1900)         | Adelheid van Hohenlohe-Langenburg (1835-1900)         | Adelheid van Hohenlohe-Langenburg (1835-1900)         | Adelheid van Hohenlohe-Langenburg (1835-1900) | Adelheid van Hohenlohe-Langenburg (1835-1900) |                                         |                                         |                                         |                                         |  |  |  |  |  |  |  |  |  |  |  |  |  |  |  |  |  |  |  |  |  |  |  |  |  |  |  |  |  |  |  |  |  |  |  |  |  |  |  |  |  |  |  |  |  |  |  |  |
|                                     |                                     |                                     |                                     |                                      |                                      |                                                |                                                |                                                |                                                | Wilhelm II van Duitsland (1859-1941)           | Wilhelm II van Duitsland (1859-1941)           | Wilhelm II van Duitsland (1859-1941)   | Wilhelm II van Duitsland (1859-1941)   | Wilhelm II van Duitsland (1859-1941)          | Wilhelm II van Duitsland (1859-1941)          |                                                 |                                                 |                                                 |                                                 |                                                  |                                                  |                                                  |                                                  |                                                  |                                                  |                                        |                                        |                                                                       |                                                                       |                                                                       |                                                                       |                                                                       |                                                                       |                                                                     |                                                                     |                                                                     |                                                                     | Augusta Victoria van Sleeswijk-Holstein-Sonderburg-Augustenburg (1858-1921) | Augusta Victoria van Sleeswijk-Holstein-Sonderburg-Augustenburg (1858-1921) | Augusta Victoria van Sleeswijk-Holstein-Sonderburg-Augustenburg (1858-1921) | Augusta Victoria van Sleeswijk-Holstein-Sonderburg-Augustenburg (1858-1921) | Augusta Victoria van Sleeswijk-Holstein-Sonderburg-Augustenburg (1858-1921) | Augusta Victoria van Sleeswijk-Holstein-Sonderburg-Augustenburg (1858-1921) |                                                       |                                                       |                                                       |                                                       |                                               |                                               |                                         |                                         |                                         |                                         |  |  |  |  |  |  |  |  |  |  |  |  |  |  |  |  |  |  |  |  |  |  |  |  |  |  |  |  |  |  |  |  |  |  |  |  |  |  |  |  |  |  |  |  |  |  |  |  |
|                                     |                                     |                                     |                                     |                                      |                                      |                                                |                                                |                                                |                                                | Wilhelm II van Duitsland (1859-1941)           | Wilhelm II van Duitsland (1859-1941)           | Wilhelm II van Duitsland (1859-1941)   | Wilhelm II van Duitsland (1859-1941)   | Wilhelm II van Duitsland (1859-1941)          | Wilhelm II van Duitsland (1859-1941)          |                                                 |                                                 |                                                 |                                                 |                                                  |                                                  |                                                  |                                                  |                                                  |                                                  |                                        |                                        |                                                                       |                                                                       |                                                                       |                                                                       |                                                                       |                                                                       |                                                                     |                                                                     |                                                                     |                                                                     | Augusta Victoria van Sleeswijk-Holstein-Sonderburg-Augustenburg (1858-1921) | Augusta Victoria van Sleeswijk-Holstein-Sonderburg-Augustenburg (1858-1921) | Augusta Victoria van Sleeswijk-Holstein-Sonderburg-Augustenburg (1858-1921) | Augusta Victoria van Sleeswijk-Holstein-Sonderburg-Augustenburg (1858-1921) | Augusta Victoria van Sleeswijk-Holstein-Sonderburg-Augustenburg (1858-1921) | Augusta Victoria van Sleeswijk-Holstein-Sonderburg-Augustenburg (1858-1921) |                                                       |                                                       |                                                       |                                                       |                                               |                                               |                                         |                                         |                                         |                                         |  |  |  |  |  |  |  |  |  |  |  |  |  |  |  |  |  |  |  |  |  |  |  |  |  |  |  |  |  |  |  |  |  |  |  |  |  |  |  |  |  |  |  |  |  |  |  |  |
|                                     |                                     |                                     |                                     |                                      |                                      |                                                |                                                |                                                |                                                |                                                |                                                |                                        |                                        |                                               |                                               |                                                 |                                                 |                                                 |                                                 |                                                  |                                                  |                                                  |                                                  |                                                  |                                                  |                                        |                                        |                                                                       |                                                                       |                                                                       |                                                                       |                                                                       |                                                                       |                                                                     |                                                                     |                                                                     |                                                                     |                                                                             |                                                                             |                                                                             |                                                                             |                                                                             |                                                                             |                                                       |                                                       |                                                       |                                                       |                                               |                                               |                                         |                                         |                                         |                                         |  |  |  |  |  |  |  |  |  |  |  |  |  |  |  |  |  |  |  |  |  |  |  |  |  |  |  |  |  |  |  |  |  |  |  |  |  |  |  |  |  |  |  |  |  |  |  |  |
|                                     |                                     |                                     |                                     |                                      |                                      |                                                |                                                |                                                |                                                |                                                |                                                |                                        |                                        |                                               |                                               |                                                 |                                                 |                                                 |                                                 |                                                  |                                                  |                                                  |                                                  |                                                  |                                                  |                                        |                                        |                                                                       |                                                                       |                                                                       |                                                                       |                                                                       |                                                                       |                                                                     |                                                                     |                                                                     |                                                                     |                                                                             |                                                                             |                                                                             |                                                                             |                                                                             |                                                                             |                                                       |                                                       |                                                       |                                                       |                                               |                                               |                                         |                                         |                                         |                                         |  |  |  |  |  |  |  |  |  |  |  |  |  |  |  |  |  |  |  |  |  |  |  |  |  |  |  |  |  |  |  |  |  |  |  |  |  |  |  |  |  |  |  |  |  |  |  |  |
| Wilhelm van Pruisen (1882-1951)     | Wilhelm van Pruisen (1882-1951)     | Wilhelm van Pruisen (1882-1951)     | Wilhelm van Pruisen (1882-1951)     | Wilhelm van Pruisen (1882-1951)      | Wilhelm van Pruisen (1882-1951)      |                                                |                                                | Eitel Frederik van Pruisen (1883-1942)         | Eitel Frederik van Pruisen (1883-1942)         | Eitel Frederik van Pruisen (1883-1942)         | Eitel Frederik van Pruisen (1883-1942)         | Eitel Frederik van Pruisen (1883-1942) | Eitel Frederik van Pruisen (1883-1942) |                                               |                                               | Adalbert van Pruisen (1884-1948)                | Adalbert van Pruisen (1884-1948)                | Adalbert van Pruisen (1884-1948)                | Adalbert van Pruisen (1884-1948)                | Adalbert van Pruisen (1884-1948)                 | Adalbert van Pruisen (1884-1948)                 |                                                  |                                                  | August Wilhelm van Pruisen (1887-1949)           | August Wilhelm van Pruisen (1887-1949)           | August Wilhelm van Pruisen (1887-1949) | August Wilhelm van Pruisen (1887-1949) | August Wilhelm van Pruisen (1887-1949)                                | August Wilhelm van Pruisen (1887-1949)                                |                                                                       |                                                                       | Oscar van Pruisen (1888-1958)                                         | Oscar van Pruisen (1888-1958)                                         | Oscar van Pruisen (1888-1958)                                       | Oscar van Pruisen (1888-1958)                                       | Oscar van Pruisen (1888-1958)                                       | Oscar van Pruisen (1888-1958)                                       |                                                                             |                                                                             | Joachim van Pruisen (1890-1920)                                             | Joachim van Pruisen (1890-1920)                                             | Joachim van Pruisen (1890-1920)                                             | Joachim van Pruisen (1890-1920)                                             | Joachim van Pruisen (1890-1920)                       | Joachim van Pruisen (1890-1920)                       |                                                       |                                                       | Victoria Louise van Pruisen (1892-1980)       | Victoria Louise van Pruisen (1892-1980)       | Victoria Louise van Pruisen (1892-1980) | Victoria Louise van Pruisen (1892-1980) | Victoria Louise van Pruisen (1892-1980) | Victoria Louise van Pruisen (1892-1980) |  |  |  |  |  |  |  |  |  |  |  |  |  |  |  |  |  |  |  |  |  |  |  |  |  |  |  |  |  |  |  |  |  |  |  |  |  |  |  |  |  |  |  |  |  |  |  |  |

## Onderscheidingen

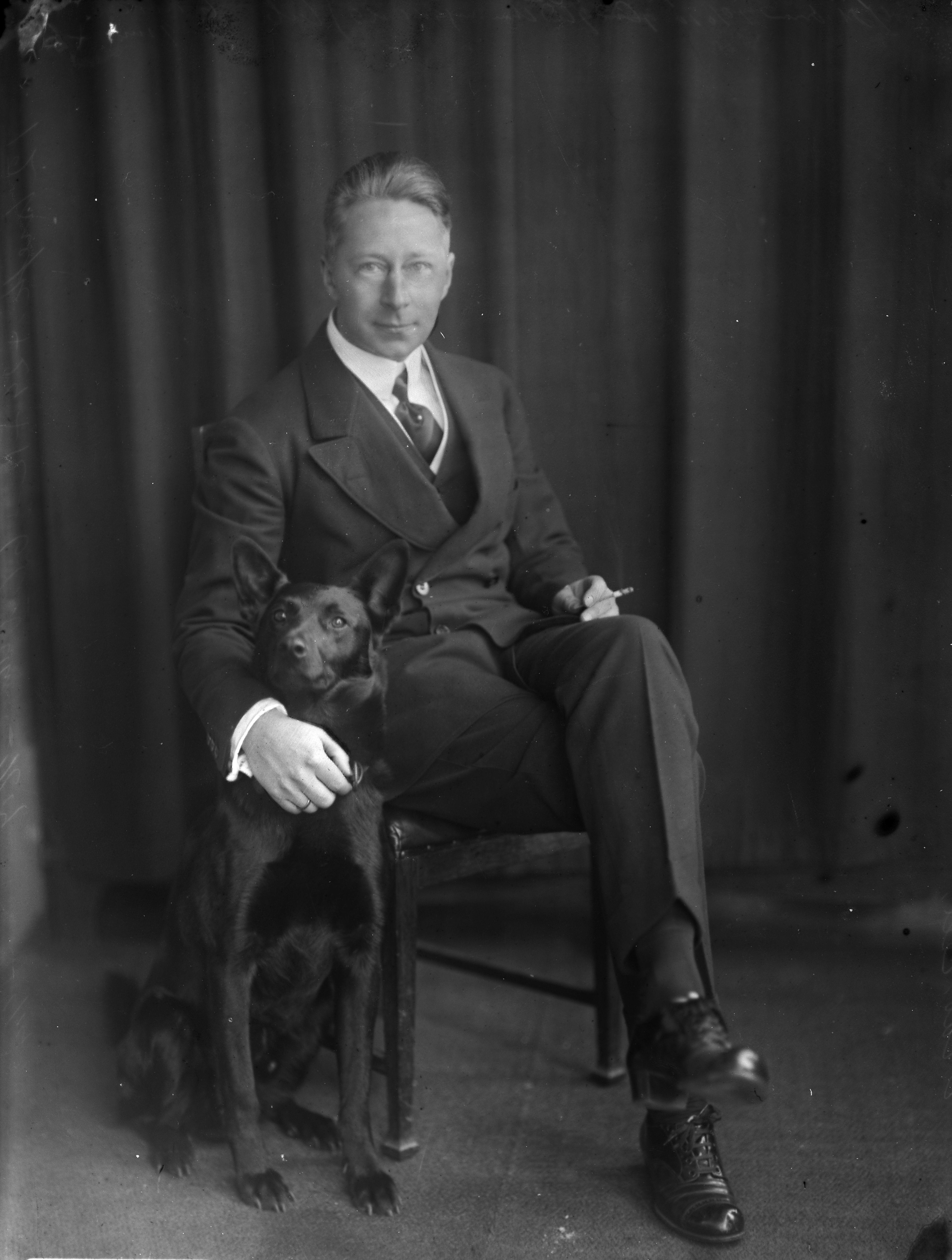
Wilhelm in Amsterdam (foto Jacob Merkelbach 1921)

Wilhelm werd door de talrijke Duitse vorsten en ook in het buitenland onderscheiden. Als Hohenzollernprins was hij Ridder in de Hoge Orde van de Zwarte Adelaar, Grootcommandeur in de Huisorde van Hohenzollern en drager van de Hohenzollernkette.